# Rocquemont (Sekwana Nadmorska)
Rocquemont – miejscowość i gmina we Francji, w regionie Normandia, w departamencie Sekwana Nadmorska.
Według danych na rok 1990 gminę zamieszkiwały 453 osoby, a gęstość zaludnienia wynosiła 37 osób/km² (wśród 1421 gmin Górnej Normandii Rocquemont plasuje się na 488. miejscu pod względem liczby ludności, natomiast pod względem powierzchni na miejscu 234.).